# Xiphocaris gomezi
Xiphocaris gomezi е вид десетоного от семейство Atyidae.

## Разпространение и местообитание
Видът е разпространен в Куба.
Обитава сладководни басейни и потоци.